# Lysol (chimie)
Pour les articles homonymes, voir Lysol.

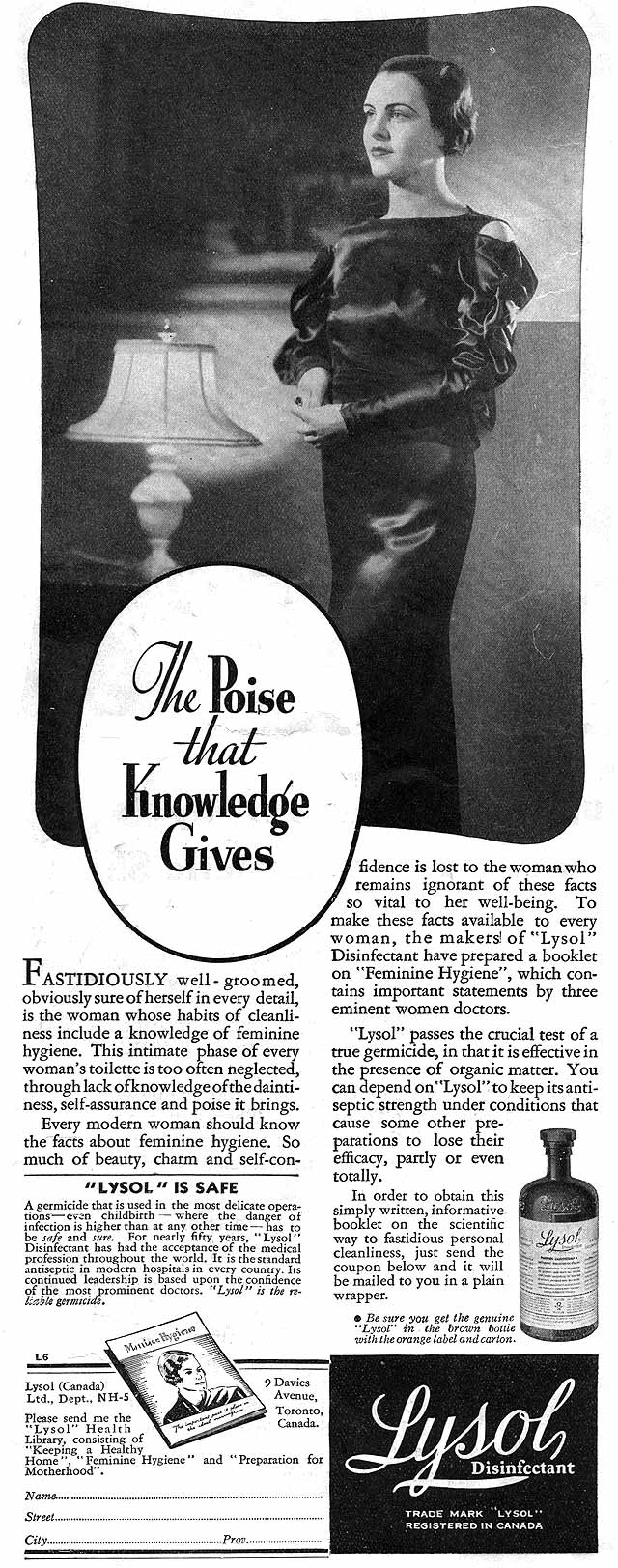
Une publicité pour Lysol de 1935, qui a également été utilisé à l'époque comme un produit d'hygiène féminine

Lysol est une marque de produits désinfectant. La marque est très connue en Amérique et notamment aux États-Unis. Ce sont des solutions liquides pour surfaces, traitement de l'air et le lavage des mains.  

## Histoire
Lysol est utilisé depuis son invention à la fin du XIXe siècle comme désinfectant médical puis généralisé au nettoyage ménager et industriel. En 1889, le pharmacien chercheur autrichien par Gustav Raupenstrauch (21 juin 1859 - Vienne  21 avril 1943) de l'Institut d'analyse alimentaire de Wiesbaden dépose le brevet d'un mélange hydrosoluble de phénol et des trois méthylphénols isomères (d'où « Lysol »), préparés à partir de goudron de houille et de hêtre combiné avec du savon de potassium. C'est un antifongique trois fois plus puissant que le phénol pur utilisé comme antiseptique par Joseph Lister, sans en avoir les effets secondaires. La production industrielle débute en 1890 à Hambourg, en France, en Belgique et en Suède.
En 1940 Reckitt Benckiser dépose la marque Lysol avec une large gamme d'applications « préparations recommandées à des fins germicides, bactéricides, bactériostatiques, désinfectantes, fongicides, microbicides ; pour désodoriser les locaux, pour la désinfection des instruments chirurgicaux, dentaires, vétérinaires et autres instruments médicaux, des gants en caoutchouc ; pour le nettoyage et la désinfection des ustensiles de coiffure, tels que peignes, tondeuses, rasoirs et brosses ; pour les usages agricoles et horticoles comme désinfectant, fongicide et désinfectant des sols ; pour la désinfection industrielle des locaux et du matériel roulant ».

## Composition
L'agent actif est le chlorure de benzalkonium qui est hautement toxique pour les poissons et les invertébrés aquatiques. Dans la déclinaison « Power and Free », l'agent actif est le peroxyde d'hydrogène.

## Référence
1. ↑  (de) Deutsche Biographie, « Raupenstrauch, Gustav - Deutsche Biographie », sur www.deutsche-biographie.de (consulté le 21 novembre 2024)
2. ↑  (en) « Lysol Trademark of Reckitt Benckiser LLC - Registration Number 0381120 - Serial Number 71431812 : Justia Trademarks », sur trademarks.justia.com (consulté le 21 novembre 2024)

- http://www.lysol.ca